# Levcin
Levcin (okrajšano kot Leu ali L) je α-aminokislina s kemijsko formulo HO2CCH(NH2)CH2CH(CH3)2. Levcin je esencialna aminokislina, kar pomeni, da ga človeško telo samo ne more proizvesti, zato ga mora prejemati s hrano. Kodoni, ki zapisujejo levcin, so UUA, UUG, CUU, CUC, CUA in CUG. Zaradi ogljikovodikove stranske verige ga uvrščamo med hidrofobne aminokisline. Levcin je glavna sestavina podenot feritina, astacina in drugih "pufrskih" beljakovin.

## Biosinteza
Izolevcin je esencialna aminokislina in ga torej živalski organizmi ne sintetizirajo in ga morajo pridobiti s hrano, predvsem v obliki beljakovin. V rastlinah in mikroorganizmih se sintetizira iz piruvične kisline. Začetni del presnovne poti je enak kot pri biosintezi valina. Intermediat α-ketovalerat se pretvori v α-izopropilmalat in potem v β-izopropilmalat, slednji pa se hidrogenira v α-ketoizokaproat, ki se v končni stopnji reduktivno aminira. Encimi, ki so vključeni v biosintezno pot levcina, so:
- acetolaktat-sintaza,
- acetohidroksikislinska izomeroreduktaza,
- dihidroksikislinska dehidrataza,
- α-izopropilmalat-sintaza,
- α-isopropilmalat-izomeraza,
- levcin-aminotransferaza.

## Biologija
Pri poskusih na starejših podganah so ugotovili, da levcin kot prehranski dodatek upočasni propad mišičnine, ker poveča sintezo mišičnih beljakovin. Levcin se porablja v jetrih, maščevju in mišičnini. V maščevju in mišičnini se udeležuje tvorbe sterolov in v obeh omenjenih tkivih skupaj se porabi 7-krat več levcina kot v jetrih.
Toksični učinki levcina, kot se kažejo pri bolezni javorjevega sirupa, so delirij in nevrološke motnje, ki so lahko življenjsko ogrožajoče.

## Vsebnost v hrani
| Hrana                          | g/100 g |
| ------------------------------ | ------- |
| Koncentrat sojinih beljakovin  | 4,917   |
| Zemeljski oreščki              | 1,672   |
| Pšenični kalčki                | 1,571   |
| Mandeljni                      | 1,488   |
| Oves                           | 1,284   |
| Fižol pinto, kuhan             | 0,765   |
| Leča, kuhana                   | 0,654   |
| Čičerika, kuhana               | 0,631   |
| Koruza, rumena                 | 0,348   |
| Riž, rjav, srednjezrnat, kuhan | 0,191   |